# 相羽秋夫
相羽 秋夫（あいば あきお、本名:澤田健一郎、1941年9月20日 - ）は、日本の演芸評論家、放送作家、エッセイスト。大阪芸術大学芸術計画学科元教授・学科長。日本笑い学会副会長。

## 略歴・人物
愛知県名古屋市出身。1966年同志社大学法学部を卒業後、松竹芸能に入社。寄席のスタッフ職員・構成作家として活動した。一時は、大村崑、正司敏江・玲児などのマネージャーを務めている。
1978年に松竹芸能から独立した後は、フリーランスの上方演芸研究家として多数の演芸評論・エッセイを執筆するかたわら、放送作家として『すてきな出逢い いい朝8時』（MBSテレビ）の構成を担当。「M-1グランプリ」では、第1回（2002年）から第6回（2007年）まで、大阪予選の審査員を務めていた。
ペンネームは当初「 相羽 恵夫 」であったが、後に現在の名前に改名。
また、松竹芸能からの独立を機に、大阪芸術大学の非常勤講師に就任。専任教授に昇進してからは、芸術計画学科の学科長などを歴任した。学科長時代の2004年には、関西テレビの人気アナウンサーだった桑原征平を客員教授に招聘（その後教授に昇進 → 退官後の2015年から種智院大学客員教授）。その縁もあって、桑原司会のテレビ番組『桑原征平のおもしろ京都検定』（KBS京都・関西テレビ☆京都チャンネル共同製作）には、時折回答者で登場していた。現在も、桑原がパーソナリティを務める『桑原征平粋も甘いも』（ABCラジオ）へ、年に数回ゲストで出演している。
グルメへの造詣も深く、「毎日新聞」大阪版夕刊にグルメと落語のコラボレーションコラム「落語を食べる」を連載していたこともある。1996年度下半期には、その連載に基づく同名の番組をMBSラジオで放送。自らパーソナリティとして出演していた。
2012年3月末日をもって、25年間教鞭を執っていた大阪芸術大学を退官。退官後も、大阪を拠点に、上方演芸研究家・評論家としての活動を続けている。

## 著書
- 現代上方演芸人名鑑 上方演芸人1400人を網羅 少年社, 1980.8
- 現代上方落語人録 弘文出版, 1981.10
- 上方落語かたいれ事典 弘文出版, 1982.10
- らくごまんだら 東方出版, 1983.11
- 新現代上方落語人録 弘文出版, 1985.1
- 大酒呑みの減量作戦 ある放送作家のマイナス20kgメモ日記 たる出版, 1986.4
- 現代上方落語便利事典 少年社, 1987.7
- 相羽秋夫の演芸おち簿ひろい 羊書房, 1987.12
- 続らくごまんだら 東方出版, 1988.1
- 小説・桂三枝の一週間 たる出版 1991.1
- 落語入門  おもしろ落語の“ら”の字から 弘文出版, 1991.5
- なにわの女芸人 関西書院, 1993.5
- 上方漫才入門 弘文出版, 1995.3
- 落語を淫する たちばな出版, 1996.2
- 落語を食べる 東方出版, 1997.1
- 落語を食べる おかわり 東方出版, 1998.6
- 落語を食べる そっと出し 東方出版, 2000.1
- 落語入門百科 弘文出版, 2000.2
- 漫才入門百科 弘文出版, 2001.6
- 川柳寄席 燃焼社, 2001.3
- 惜別お笑い人 東方出版, 2001.4
- 夢舞台新舞踊の華たち 里文出版, 2003.2
- 暮らしの中の芸能用語 東方出版, 2004.1
- 上方お笑い系365日 東方出版, 2005.2
- 心にしみる大阪の歌 東方出版, 2007.7

## コラム
- 相羽秋夫のお笑い食べまくり（大阪日日新聞）